# Zenovij Krasivskij
Zenovij Mychajlovyč Krasivskij (* 12. listopadu 1929, Vytvycia, Ivanofrankivská oblast - 20. září 1991, Moršin Stryj, Lvovská oblast) byl básník a filolog, v 60. letech zakladatel ilegální organizace Ukrajinská národní fronta, člen Ukrajinské Helsinské skupiny, vydavatel samizdatu, poslední vedoucí Revoluční organizace ukrajinských nacionalistů (OUNR) v postsovětské Ukrajině. Dlouholetý politický vězeň a oběť sovětských psychiatrických zařízení. V letech 1949-1985 strávil celkem 21 let ve vězení a ve vyhnanství. Nositel Řádu za odvahu 1. třídy

## Život
V raném mládí Zenovije Krasivského formovala zkušenost z působení Ukrajinské osvobozenecké armády a OUN v Haliči. Jeho otec strávil tři roky v zákopech 2. světové války. Zenovij měl tři bratry a sestru. Starší bratr Stach bojoval v UPA jako velitel haličského okruhu a roku 1945 si v obklíčení vzal život. Bratra Yaroslava roku 1945 zatkli a strávil 20 let v pracovních táborech. Během voleb roku 1946 bolševici ve vesnici zmasakrovali mnoho jeho známých a zbili jeho rodiče. Zenovij absolvoval základní školu ve Vytvicii a v letech 1942-1945 gymnásium ve Lvově.
Roku 1947 byli rodiče a sestra zatčeni a deportováni do Kazachstánu, ale jemu se podařilo utéct. Byl vážně zraněn v bojích v Karpatech na západě Ukrajiny a pak se do roku 1949 ukrýval ve Lvově, kde ho zatkla NKVD. Byl podroben nepřetržitému výslechu po dobu 21 dní a odsouzen na 5 let vězení a doživotnímu vyhnanství. Trest si odpykával jako dřevorubec v Archangelsku.
Roku 1953 byl propuštěn na amnestii po smrti Stalina a mohl se vrátit k rodině do Karagandy. Pracoval v dolech a podílel se na zakládání ukrajinských škol a knihoven v Kazachstánu. Roku 1957 v dole utrpěl zranění, po kterém byl uznán jako invalida 2. stupně. Roku 1959 byl znovu zatčen a obviněn z "podněcování národnostního cítění mezi Ukrajinci", ale podařilo se mu utéct. Vrátil se na Ukrajinu, kde pracoval na částečný úvazek ve vědecké knihovně a zároveň studoval filologii na Lvovské univerzitě. Roku 1960 se oženil s učitelkou hudby Stefanií Yurovyč, se kterou měl dva syny: Yaroslava (*1960) a Myroslava (*1964).
V srpnu 1963 spolu s historiky Dmytro Kveckem a B. Ravniukem spoluzaložil ilegální organizaci Ukrajinská národní fronta (UNF). Kvecko s Krasivským vydávali časopis Воля і Батьківщина (Svoboda a vlast), inspirovaný názvem periodika OUN "Idea a Čin". Nejprve ho rozmnožovali v 6 kopiích na psacím stroji v bytě Krasivského, ale později z obavy před prozrazením vybudovali podzemní bunkr v horách. K UNF se postupně připojilo asi 150 lidí a byla největší podzemní organizací po OUN. Krasivskij koordinoval činnost dvou buněk UNF ve Lvově. Byl činný i literárně a vydal v té době tři sbírky básní („Месник“, „На сполох“, „Литаври“) a novelu Байда.
V březnu 1966 odeslala UNF stranickým a vládním činitelům SSSR a Ukrajinské SSR a také ústředním novinám "Memorandum Ukrajinské národní fronty XXIII. sjezdu KSSS". Konstatovalo se v něm, že komunistická strana odsuzuje pouze metody Stalinovy národnostní politiky, nikoli její podstatu. Proto autoři Memoranda sjezdu navrhli radikálně přehodnotit národnostní problémy v SSSR, vyhovět požadavkům ukrajinského lidu a vrátit mu jeho uzurpovaná práva, zejména dát nuceně vysídleným lidem možnost návratu do vlasti, zastavit pronásledování ukrajinské inteligence, zatýkání a perzekuce, zavést ukrajinský jazyk ve všech kulturních a veřejných, správních a hospodářských organizacích atd.
V dubnu 1966 odeslala UNF další protest "proti zatýkání ukrajinských vlastenců, jejich obviňování z buržoazního nacionalismu nebo spojování domácího hnutí s exilem." Následující dopis, který připravil spolu s Kveckem, nazvaný "Nejvyšším vládním činitelům Ukrajiny" byl zaslán prvnímu tajemníkovi Ústředního výboru Komunistické strany Ukrajiny P. Šelestovi, předsedovi Rady ministrů Ukrajinské SSR V. Ščerbyckému a předsedovi prezidia Nejvyšší rady Ukrajinské SSR D. Korotčenkovi. Protestoval proti násilné rusifikaci a navrhoval, aby vedení Ukrajiny nejen vyhlásilo suverenitu, ale také ji bránilo, požadovalo, aby Moskva zastavila rusifikaci, přestala pronásledovat Ukrajince za jejich vlastenectví. Dopis končil slovy: "Vaše nečinnost bude považována za zradu zájmů ukrajinského lidu".
V březnu 1967 členy UNF pozatýkala KGB. Hlavní aktéři Dmytro Kvecko, Zenovij Krasivskij, M. Dyak, J. Lesiv a V. Kulinin byli souzeni na uzavřeném zasedání Nejvyššího soudu USSR a obviněni ze zrady. Krasivskij dostal trest 5 let vězení, 7 let v pracovním táboře se zpřísněným režimem a 5 let vyhnanství. Krasivskij ve Vladimirské centrální věznici v letech 1968-1971 napsal poémy "Невольницькi плачi" (vyšla v Londýně 1984 jako Slave´s Laments) a "Трiумф сатани" (Satanův triumf). Roku 1972 bylo proti Krasivskému zahájeno další soudní líčení ze "protisovětskou agitaci a propagandu" a byl odeslán do psychiatrického Institutu Serbského v Moskvě, psychiatrické léčebny ve Smolensku, odtud později do Lvova a Berežan v Ternopilském regionu, kde zůstal až do roku 1978. Během jeho věznění na psychiatrii ho opustila první žena, ale začala mu psát američanka Iris Akahoshi (nar. 1929 v Československu), která byla členkou Amnesty International.
Roku 1979 se stal členem Ukrajinské Helsinské skupiny. 26. května 1979 se oženil s lékařkou Olenou Antoniv, která se stala zároveň jeho "opatrovnicí", protože Krasivskij byl oficiálně považován za psychiatrického pacienta s diagnózou "paranoidní schizofrenie", kterou diagnostikovali řadě odpůrců sovětského režimu. Žili v té době v Moršynu a Krasivskij požádal o povolení emigrovat.
Roku 1980 byl znovu zatčen a odeslán do pracovního tábora VS-389/36 v obci Kučino v Permské oblasti k vykonání zbytku trestu. Poté strávil dalších pět let ve vyhnanství v obci Lugovoj v Ťumenské oblasti se svou manželkou Olenou. Domů na Ukrajinu se vrátil na počátku "perestrojky" roku 1985. Jeho žena Olena tragicky zahynula při autonehodě roku 1986.
Roku 1987 se stal sekretářem Ukrajinské helsinské unie. Roku 1990 inicioval vznik politického sdružení „Державна Самостійність України“ (ДСУ), (Státní nezávislost Ukrajiny). Založil časopis "Українські проблеми" , a první ukrajinské nakladatelství politické literatury a samizdatů v obci Stryje, byl členem ukrajinské lidskoprávní organizace "Helsinki-90", organizoval masové mítinky, demonstrace a konference, navštívil Londýn, Mnichov a Řím. Byl spoluzakladatelem celoukrajinské organizace "Bratrstvo vojáků OUN-UPA", pojmenované "Taras Čuprinka". V závěru života organizoval legalizaci Ukrajinské řeckokatolické církve a zasloužil se o stavbu ženského kláštera v obci Hoševi.
Zenovij Krasivskij zemřel 20. září 1991 v Moršynu (Lvovská oblast). Až po jeho smrti vyšlo najevo, že vedl regionální pobočku OUN. 17. července 1991 byl plně rehabilitován.
Roku 1995 a poté 2013 vyšla tiskem jeho korespondence s Američankou Iris Akagoshi, členkou Amnesty International.
Ve Vytvicii byl roku 1995 instalován jeho pomník, bylo zde zřízeno muzeum a pojmenována ulice. V Moršynu mu roku 2012 bylo z rozhodnutí městské rady posmrtně uděleno čestné občanství. Roku 2020 zde byl instalován pomník Zenovije Krasivského.

### Ocenění
- Řád za odvahu 1. třídy (8. listopadu 2006) [13]- za občanskou odvahu, obětavost v boji za prosazení ideálů svobody a demokracie a u příležitosti 30. výročí založení Ukrajinské občanské skupiny pro realizaci Helsinských dohod (posmrtně).

### Citát
"Náš nepřítel je historický nepřítel: Rusko. Všechno nám vzalo. A pokud si to neuvědomíme, nezorganizujeme se a nebudeme se bránit, žádný zázrak se nestane... Musíme si uvědomit, že naše záchrana spočívá v lásce k našemu lidu, jazyku a zvykům." , Zenovij Krasivskij 1991